# بحث مدونات جوجل

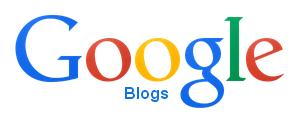
مدونات جوجل

بحث مدونات جوجل (بالإنجليزية: Google Blog Search)‏ كانت خدمة متخصصة من جوجل تُستخدم للبحث عن المدونات. أطلقت في عام 2005 بينما قررت جوجل إيقافها في مايو 2011. كان بحث المدونات "أول محرك بحث رئيسي يقدم إمكانات كاملة للبحث عن المدونات والموجز".
تمكنت خدمة "بحث المدونات" من تصنيف المدونات المقدمة من عدة مواقع اشتهرت بتقديمها خدمات التدوين مثل بلوغر ولايف جورنال ووي بلوغ. بعد إغلاق هذه الخدمة كان من الممكن إجبار محرك بحث جوجل على الوصول إلى قاعدة بيانات Blogsearch والبحث فيها عن طريق تنسيق عنوان URL يدويًا في شريط عنوان المتصفح. ولكن في مارس 2016، سحبت Google أيضًا هذه الإمكانية.